# شمس‌الدین قادری
شمس‌الدین ابوالفضل محمد بن عمر قادری شهرت‌یافته به شمس‌الدین قادری (۱۴۱۷ - ۱۴۹۷م) قاضی، ادیب و شاعر برجستهٔ مصری در دورهٔ مملوکی بود. در شعر او مضامین دینی و نوآوری‌های ادبی دیده می‌شود.